# Brokat (tkanina)

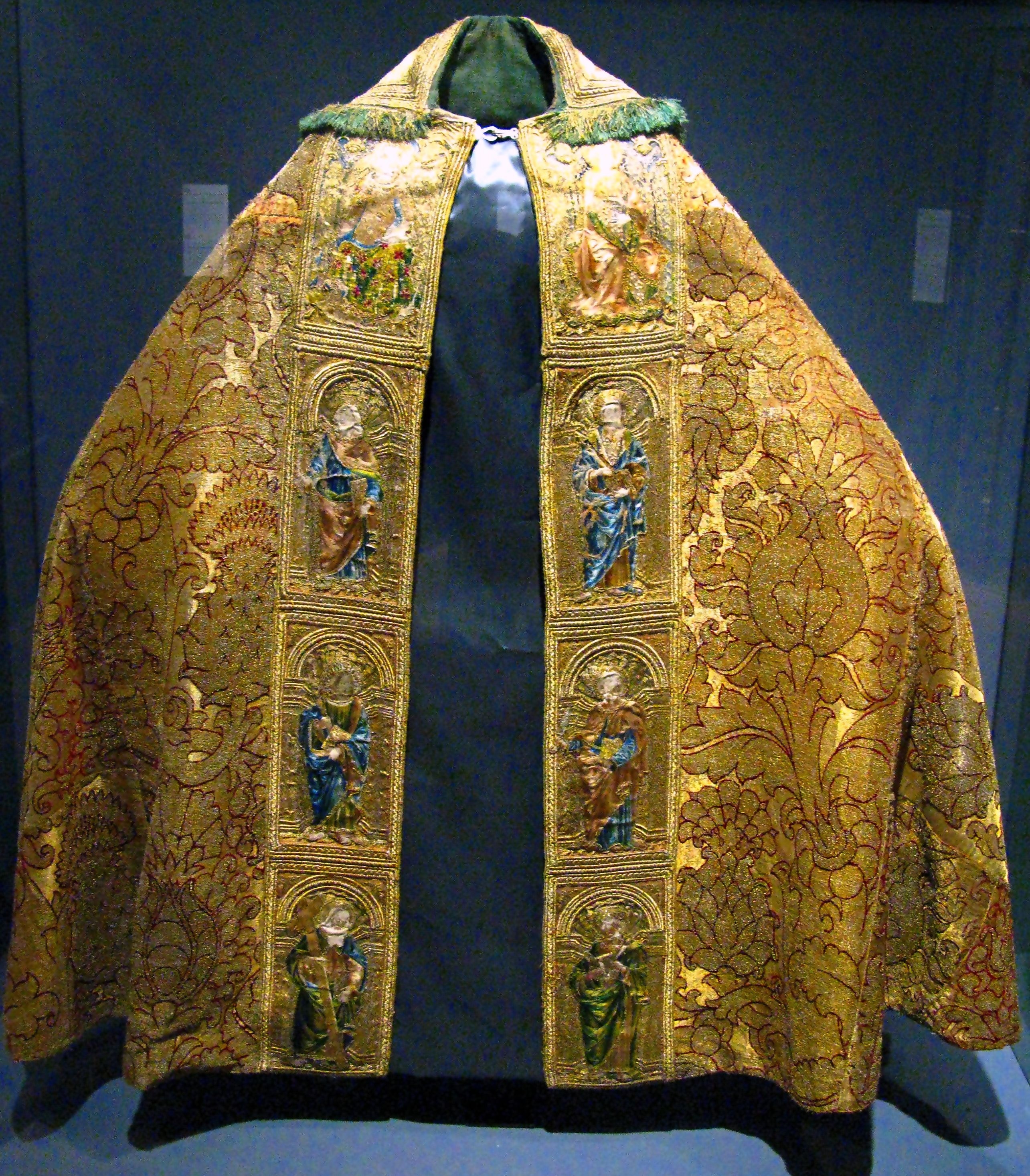
Renesansowa kapa brokatowa projektu Domenica Ghirlandaio, Siedmiogród, ostatnia ćwierć XV wieku

Brokat (niem Brokat, wł. brocatto – przeszywać, haftować) – gruba tkanina z wypukłym wzorem, przetykana złotą lub srebrną nicią, jedwabna lub z dużą zawartością jedwabiu. Obecnie stosowana bardzo rzadko, głównie na kapy, obicia, zasłony lub szaty liturgiczne.

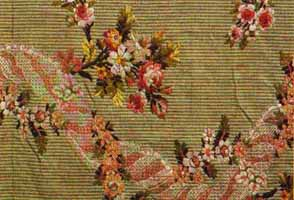
Jedwabny brokat francuski, tzw. tkanina lyońska, 1760–1770

Srebrny brokat, fragment spódnicy sukni ślubnej królowej Jadwigi Elżbiety, 1774

Brokat na ubrania był używany od VIII do XVII wieku, brokatowe szaty świadczyły o wyjątkowym bogactwie noszącej je osoby. Pierwsze wytwórnie brokatu znajdowały się w Bizancjum, tkanina była produkowana głównie na potrzeby dworu cesarskiego. W wiekach XIII-XV produkcja przeniosła się do Włoch, zaś od wieku XVI dominować zaczęły tkalnie francuskie, głównie z Lyonu. W połowie XVII wieku, za czasów panowania Ludwika XIV i rządów ministra Colberta, ośrodek ten stał się monopolistą w produkcji brokatu. Pełen przepychu dwór Ludwika XIV i sam król był głównym kreatorem mody na brokatowe suknie, kaftany, kamizelki. Po objęciu władzy przez Ludwika XV, wraz ze zmianą upodobań francuskiego dworu, moda na brokat zaczęła zanikać.
Odmianą brokatu jest altembas.